# 蘭特德爾巴赫河
51°25′09″N 7°12′45″E / 51.419295°N 7.212407°E
蘭特德爾巴赫河（德語：Ranterdeller Bach），是德國的河流，位於該國西部，處於北萊茵-威斯特法倫州，屬於克訥瑟爾斯巴赫河的左支流，河道全長2.1公里，流域面積1.3平方公里。